# Смбат VII Багратуні
Смбат VII Багратуні (вірм. Սմբատ Է Բագրատունի; д/н —775) — 13-й гахерец ішхан (головуючий князь) в 770—775 роках. За переліком Багратуні-правителів рахується як Смбат III.

## Життєпис
Син гахерец ішхана Ашота III. У 740-х роках брав участь разом з батьком проти роду Маміконян. Після засліплення батька 748 року відступив з ним до родинних земель. 750 року приєднався до стриєчного брата Саака III. 753 року отримав від останнього посаду спарапета.
761 року після смерті батька успадкував родинні володіння. 770 року за смертю Саака III призначається халіфом аль-Мансуром новим гахерец ішханом. Втім у 775 році приєднався до повстання Мушела VI Маміконяна. Вони разом взяли в облогу Карінн, але лише втратили дозволивши арабському полководцю Амру ібн Амру підійти до Двіна. При цьому Смбат VII ігнорував повідомлення про небезпеку від свого родича Ашота Багратуні з Тарона. Зрештою у вирішальній битві при Баграванді вірменське військо зазнало поразки, а Смбат VII загинув. Титул гахерец ішхан привласнив небіж Ашот Багратуні.

## Родина
Дружина — сестра Самвела Маміконяна, ішхана Тарона
Діти:
- Ашот (760—826), гахерец ішхан
- Шапух (д/н—821/822), ішхан Тайка
- Баграт (д/н—792)